# Take.2 We Are Here
| Оценки критиков | Оценки критиков |
| Источник        | Оценка          |
| --------------- | --------------- |
| NME             | [ 1 ]           |
| The 405         | 6/10            |

Take.2 We Are Here — третий студийный альбом южнокорейского бойз-бенда Monsta X. Альбом был выпущен 18 февраля 2019 года компанией Starship Entertainment и распространён компанией Kakao M. Альбом состоит из десяти песен включая ведущий сингл «Alligator».

## Предпосылки
Альбом был описан как концепция «найти надежду между потерей и удивлением». «We Are Here» выходит на танцевальный трек «Alligator», в котором используется метафора рептилий, чтобы драматически изобразить намерения кого-то, нацеленного на внимание романтического интереса. Он также был связан с ведущим синглом «Shoot Out» из Take.1 Are You There? альбом с концепцией 7 смертных грехов христианской теологии.

## Коммерческий успех
Ещё до объявления названия альбома, альбом был уже один из «10 самых ожидаемых альбомов K-pop 2019 года» от Billboard. Альбом дебютировал на 1 строчке на недельной и ежемесячной диаграмме альбома Gaon и ф3 на еженедельном и ежемесячном чарте альбомов Gaon Retail соответственно, и было продано 174 371 экземпляров за первый месяц (ровно через одиннадцать дней после даты выпуска) в Южной Корее. Ведущий сингл «Alligator» достиг пика в 1 строчки, на 27 строчке и 76 строчке на еженедельной социальной диаграмме Gaon, загрузочной диаграмме Gaon и диаграмме фоновой музыки Gaon.

## Трек-лист
| №                   | Название                                  | Текст песни                                                               | Музыка                                                                                          | Длительность |
| ------------------- | ----------------------------------------- | ------------------------------------------------------------------------- | ----------------------------------------------------------------------------------------------- | ------------ |
| 1.                  | «Intro: We Are Here»                      |                                                                           | STEREO14                                                                                        | 1:12         |
| 2.                  | «Alligator»                               | Чжухон, I.M, Seo Ji Eum                                                   | Kevin Charge, Andreas Öberg, Drew Ryan Scott, STEREO14, Daniel Kim                              | 3:12         |
| 3.                  | «악몽 (Ghost)»                            | 이스란, Чжухон, I.M                                                       | Daniel Kim, Cage                                                                                | 3:28         |
| 4.                  | «Play It Cool» (совместно со Стивом Аоки) | Seo Ji Eum, I.M                                                           | Steve Aoki, Corey Sanders, Coffee Clarence Jr., Sylvester Willy Silverstein, David Morup        | 3:06         |
| 5.                  | «No Reason»                               | Вонхо, Brother Su, Чжухон, I.M                                            | Вонхо, Brother Su, An Seong-hyeon, Shin Ki-hyun                                                 | 3:24         |
| 6.                  | «Give Me Dat»                             | 정윤 (153/Joombas), Чжухон, I.M                                           | JJ Evans (153/Joombas), Jeff Lewis, Sebastian Berglund                                          | 3:25         |
| 7.                  | «난기류 (Turbulence)»                     | JQ (Makeumine Works), 신새롬, 솔희 (Makeumine Works), Чжухон, I.M         | Daniel Kim, STEREO14, Ti                                                                        | 3:21         |
| 8.                  | «Rodeo»                                   | JQ (Makeumine Works), Mola, TOMBOY, 감은유 (Makeumine Works), Чжухон, I.M | Hanif Hitmanic Sabzevari, Christian Dropfill Berglund, Andy Love, Daniel Kim                    | 3:43         |
| 9.                  | «Stealer»                                 | 서지음, 이스란, Чжухон, I.M                                               | Hanif Hitmanic Sabzevari, Dennis Deko Kordnejad, Daniel Kim, STEREO14, Brother Su, Ryan S. Jhun | 3:28         |
| 10.                 | «Party Time»                              | Brother Su, Чжухон, I.M                                                   | Caesar & Loui, Brother Su                                                                       | 3:10         |
| Общая длительность: | Общая длительность:                       | Общая длительность:                                                       | Общая длительность:                                                                             | 31:40        |

## Чарты

### Еженедельный чарт
| Чарты (2019)                       | Позиция |
| Альбом                             | Альбом  |
| ---------------------------------- | ------- |
| South Korean Albums (Gaon)         | 1       |
| Japanese Albums (Oricon)           | 9       |
| Japan Hot Albums (Billboard Japan) | 49      |
| French Digital Albums (SNEP)       | 84      |
| US Heatseekers Albums (Billboard)  | 12      |
| US World Albums (Billboard)        | 4       |
| Песня                              |         |
| South Korea (Gaon)                 | 133     |
| South Korea (K-pop Hot 100)        | 21      |
| Japan Hot 100 (Billboard Japan)    | 41      |
| US World Digital Songs (Billboard) | 5       |

### Еженемесечный чарт
| Чарты (2019)               | Позиция |
| -------------------------- | ------- |
| South Korean Albums (Gaon) | 1       |

## Сертификация и продажи
| Регион             | Сертификация | Продажи |
| ------------------ | ------------ | ------- |
| Южная Корея (KMCA) | Platinum     | 251,899 |
| Япония             | —            | 10,907  |

## Награды и номинации

### Музыкальные программы
| Песня       | Программа                 | Дата             | Примечание |
| ----------- | ------------------------- | ---------------- | ---------- |
| «Alligator» | The Show (SBS MTV)        | 26 февраля, 2019 | [ 27 ]     |
| «Alligator» | Show Champion (MBC Music) | 27 февраля, 2019 | [ 28 ]     |
| «Alligator» | M Countdown (Mnet)        | 28 февраля, 2019 | [ 29 ]     |
| «Alligator» | Music Bank (KBS)          | 1 марта, 2019    | [ 30 ]     |

### Награды по итогам года
| Сумма                   | Год  | Премия                                           | Номинация          | Результат | Прим.  |
| ----------------------- | ---- | ------------------------------------------------ | ------------------ | --------- | ------ |
| Gaon Chart Music Awards |      |                                                  |                    |           |        |
| 9th                     | 2019 | Альбом Года — 1-я четверть                       | Take.2 We Are Here | Номинация | [ 31 ] |
| Mnet Asian Music Awards |      |                                                  |                    |           |        |
| 21-я                    | 2019 | Лучшее танцевальное выступление — мужская группа | «Alligator»        | Номинация | [ 32 ] |
| 21-я                    | 2019 | Песня Года                                       | «Alligator»        | Номинация | [ 32 ] |